# Албертон (Монтана)
Албертон (енгл. Alberton) град је у америчкој савезној држави Монтана.

## Демографија
По попису из 2010. године број становника је 420, што је 46 (12,3%) становника више него 2000. године.
| Група             | 2000.       | 2010.       |
| Белци             | 364 (97,3%) | 402 (95,7%) |
| Афроамериканци    | 1 (0,3%)    | 4 (1,0%)    |
| Азијати           | 0 (0,0%)    | 0 (0,0%)    |
| Хиспаноамериканци | 2 (0,5%)    | 8 (1,9%)    |
| Укупно            | 374         | 420         |